# Kästner (cráter)

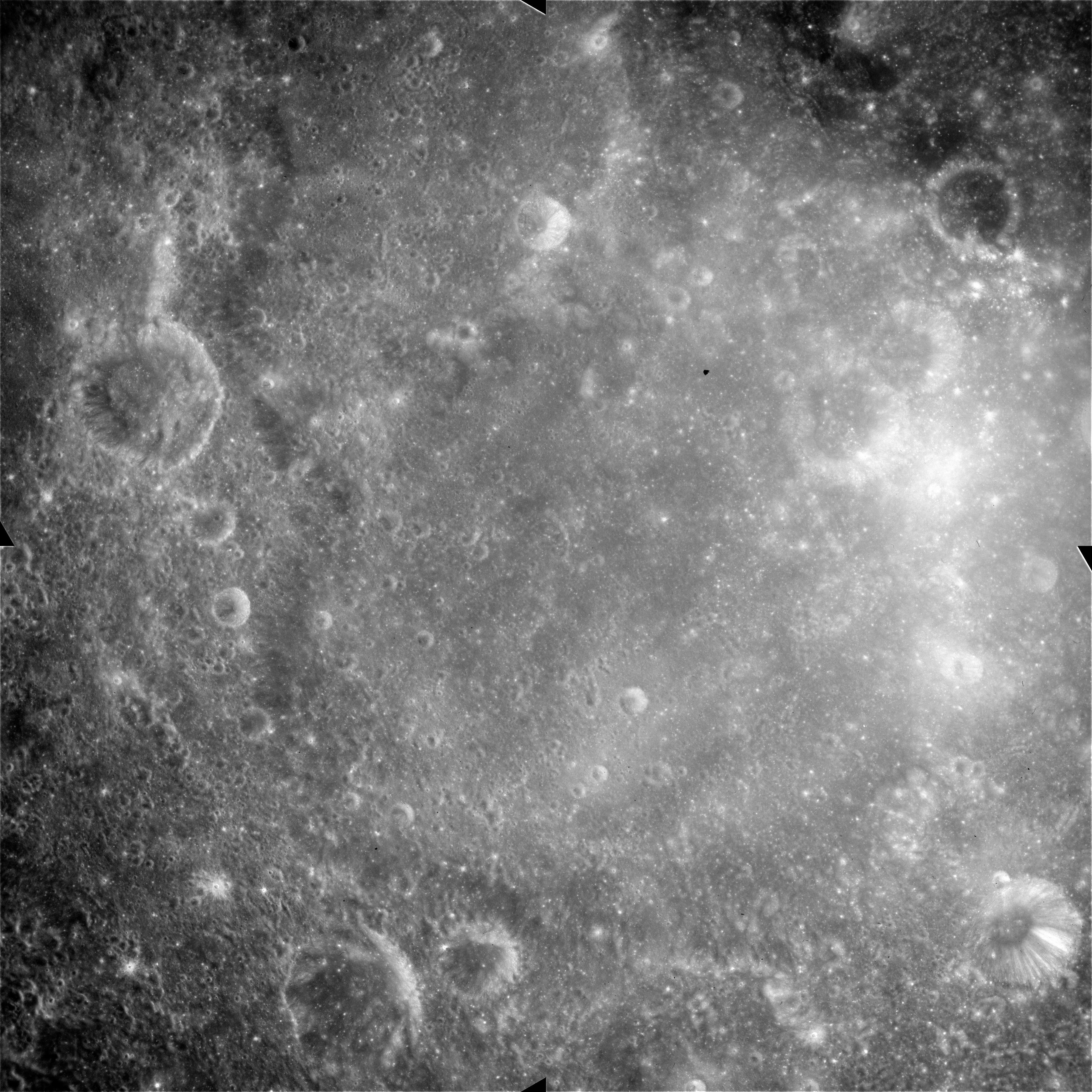
Fotografía de la misión Apolo 15

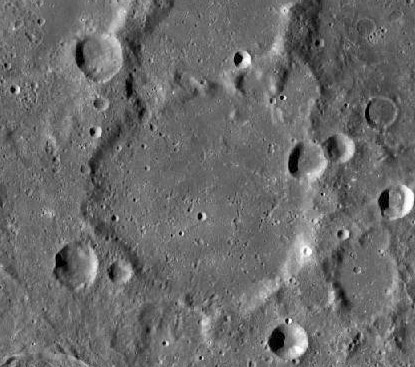
Fotografía de la misión Lunar Reconnaissance Orbiter

Kästner es un cráter de impacto localizado cerca del terminador este de la Luna, al suroeste del Mare Smythii. Justo al noroeste de Kästner se encuentra la llanura amurallada del cráter Gilbert. Al sur se halla el prominente cráter Ansgarius, y al suroeste aparece La Pérouse.
Esta formación pertenece a la categoría denominada como llanura amurallada. Tiene una pared externa desgastada e irregular, que está cubierta por varios pequeños cráteres y que presenta una pequeña fractura en su sector norte-noreste. En el borde del noreste se localiza Kästner B, y al suroeste el más pequeño Kästner E. Un cráter poco profundo sin denominación se une al borde meridional. El suelo interior es relativamente llano y sin rasgos característicos, marcado solamente por unos pequeños cráteres y acumulaciones rocosas.

## Cráteres satélite
Por convención estos elementos son identificados en los mapas lunares poniendo la letra en el lado del punto medio del cráter que está más cercano a Kästner.
|         | \| Kästner \| Coordenadas \| Diámetro \| \| ------- \| --------------------------- \| -------- \| \| A \| 4°30′S 77°18′E / -4.5, 77.3 \| 25 km \| \| B \| 6°18′S 80°42′E / -6.3, 80.7 \| 20 km \| \| C \| 8°00′S 76°54′E / -8.0, 76.9 \| 19 km \| \| E \| 8°06′S 77°36′E / -8.1, 77.6 \| 10 km \| \| G \| 4°12′S 79°00′E / -4.2, 79.0 \| 72 km \| \| R \| 6°54′S 82°18′E / -6.9, 82.3 \| 17 km \| \| S \| 8°00′S 83°12′E / -8.0, 83.2 \| 30 km \| |          |
| Kästner | Coordenadas | Diámetro |
| A       | 4°30′S 77°18′E / -4.5, 77.3 | 25 km    |
| B       | 6°18′S 80°42′E / -6.3, 80.7 | 20 km    |
| C       | 8°00′S 76°54′E / -8.0, 76.9 | 19 km    |
| E       | 8°06′S 77°36′E / -8.1, 77.6 | 10 km    |
| G       | 4°12′S 79°00′E / -4.2, 79.0 | 72 km    |
| R       | 6°54′S 82°18′E / -6.9, 82.3 | 17 km    |
| S       | 8°00′S 83°12′E / -8.0, 83.2 | 30 km    |

Los siguientes cráteres han sido renombrados por la UAI.
- Kästner F-Véase Black.

Los cráteres Kästner B, R y S se llaman "Defoe", "Shekhov" y "Cellini" en algunos mapas antiguos, pero estos nombres no fueron aprobados por la UAI.